# Liga Soviética de Letonia 1991
La Liga Soviética de Letonia 1991 fue la primera edición del torneo de fútbol a nivel de clubes más importante de Letonia desde que los países del Báltico se separaron de la Unión Soviética.
El campeón fue el Forums Skonto.

## Formato
La liga se jugó con 20 equipos divididos en dos grupos de 10, aunque se determinó el campeón por la clasificación general. Los primeros 10 equipos de la clasificación serían los equipos fundadores de la Virsliga, mientras que los otros formarían parte de la Primera Liga de Letonia.

## Clasificación Final
| Pos. | Equipo               | Pts. | PJ | G  | E  | P  | GF | GC | Dif. |
| ---- | -------------------- | ---- | -- | -- | -- | -- | -- | -- | ---- |
| 1    | Forums Skonto (C)    | 47   | 18 | 15 | 2  | 1  | 33 | 7  | +26  |
| 2    | Pārdaugava           | 38   | 18 | 12 | 2  | 4  | 38 | 13 | +25  |
| 3    | Olimpija             | 35   | 18 | 10 | 5  | 3  | 34 | 13 | +21  |
| 4    | Celtnieks Daugavpils | 32   | 18 | 10 | 2  | 6  | 39 | 20 | +19  |
| 5    | VEF                  | 22   | 18 | 5  | 7  | 6  | 18 | 19 | −1   |
| 6    | Gauja                | 22   | 18 | 6  | 4  | 8  | 21 | 33 | −12  |
| 7    | Vārpa-Dilar          | 18   | 18 | 5  | 3  | 10 | 14 | 27 | −13  |
| 8    | Torpedo              | 17   | 18 | 4  | 5  | 9  | 21 | 26 | −5   |
| 9    | Starts               | 14   | 18 | 4  | 2  | 12 | 21 | 52 | −31  |
| 10   | Strautmala           | 8    | 18 | 2  | 2  | 14 | 12 | 40 | −28  |
|      |                      |      |    |    |    |    |    |    |      |
| 11   | Sarkanais Kvadrāts   | 38   | 28 | 11 | 5  | 12 | 45 | 52 | −7   |
| 12   | Rīgas Audums         | 38   | 28 | 11 | 5  | 12 | 55 | 57 | −2   |
| 13   | Betons               | 34   | 28 | 7  | 13 | 8  | 50 | 47 | +3   |
| 14   | Jūrnieks             | 33   | 28 | 9  | 6  | 13 | 41 | 58 | −17  |
| 15   | FK Auda              | 32   | 28 | 8  | 8  | 12 | 35 | 49 | −14  |
| 16   | Faless               | 28   | 28 | 7  | 7  | 14 | 45 | 68 | −23  |
| 17   | Celtnieks Rīga       | 27   | 28 | 7  | 6  | 15 | 39 | 64 | −25  |
| 18   | Apgaismes tehnika    | 23   | 28 | 5  | 8  | 15 | 33 | 55 | −22  |
| 19   | Daugava              | 22   | 28 | 6  | 4  | 18 | 34 | 67 | −33  |
| 20   | Dīzelists            | 13   | 28 | 2  | 7  | 19 | 28 | 79 | −51  |

 Fuente: rsssf.com